# Автошлях Т 2116
Автошля́х Т 2116 — автомобільний шлях територіального значення у Харківській області. Пролягає територією Коломацького та Краснокутського районів через Андрусівку — Коломак — Шелестове — Колонтаїв. Загальна довжина — 40,3 км.

## Маршрут
Автошлях проходить через такі населені пункти:
| Автошлях Т 2116      |        |
| Харківська область   |        |
| Коломацький район    |        |
| Андрусівка           | E40М03 |
| Бондарівка           |        |
| Латишівка            |        |
| Коломак              |        |
| Білоусове            |        |
| Шелестове            |        |
| Петропавлівка        |        |
| Краснокутський район |        |
| Рябоконеве           |        |
| Хутірське            |        |
| Колонтаїв            | Т 1702 |